# Чон Сун Вон
Чон Сун Вон (кор. 정순원; нар. 12 жовтня 1973) — південнокорейський борець вільного стилю, срібний призер чемпіонату світу, чемпіон Азії, бронзовий призер чемпіонату світу серед студентів, учасник Олімпійських ігор.

## Життєпис
Боротьбою почав займатися з 1986 року.
Виступав за спортивний клуб «Samsung Life» Сеул та борцівський клуб Йон'їнського університету. Тренер — Ю Ін Так.

## Спортивні результати на міжнародних змаганнях

### Виступи на Олімпіадах
| Змагання                    | Збірна         | Вагова категорія          | Місце |
| --------------------------- | -------------- | ------------------------- | ----- |
| Літні Олімпійські ігри 1996 | Південна Корея | вільна боротьба, до 48 кг | 5     |

### Виступи на Чемпіонатах світу
| Змагання                        | Збірна         | Вагова категорія          | Місце  |
| ------------------------------- | -------------- | ------------------------- | ------ |
| Чемпіонат світу з боротьби 1994 | Південна Корея | вільна боротьба, до 48 кг | Срібло |
| Чемпіонат світу з боротьби 1995 | Південна Корея | вільна боротьба, до 48 кг | 13     |
| Чемпіонат світу з боротьби 1998 | Південна Корея | вільна боротьба, до 54 кг | 9      |

### Виступи на Чемпіонатах Азії
| Змагання                       | Збірна         | Вагова категорія          | Місце  |
| ------------------------------ | -------------- | ------------------------- | ------ |
| Чемпіонат Азії з боротьби 1993 | Південна Корея | вільна боротьба, до 48 кг | 4      |
| Чемпіонат Азії з боротьби 1995 | Південна Корея | вільна боротьба, до 48 кг | Золото |
| Чемпіонат Азії з боротьби 1997 | Південна Корея | вільна боротьба, до 54 кг | 4      |

### Виступи на Азійських іграх
| Змагання           | Збірна         | Вагова категорія          | Місце |
| ------------------ | -------------- | ------------------------- | ----- |
| Азійські ігри 1998 | Південна Корея | вільна боротьба, до 54 кг | 4     |

### Виступи на Чемпіонатах світу серед студентів
| Змагання                                        | Збірна         | Вагова категорія          | Місце  |
| ----------------------------------------------- | -------------- | ------------------------- | ------ |
| Чемпіонат світу з боротьби серед студентів 1996 | Південна Корея | вільна боротьба, до 52 кг | Бронза |